# Mattokjaure
Mattokjaure är en sjö i Storumans kommun i Lappland och ingår i Umeälvens huvudavrinningsområde. Sjön har en area på 0,0614 kvadratkilometer och ligger 723,8 meter över havet.

## Delavrinningsområde
Mattokjaure ingår i det delavrinningsområde (728812-146352) som SMHI kallar för Mynnar i Nedre Jovattnet. Medelhöjden är 640 meter över havet och ytan är 19,44 kvadratkilometer. Räknas de 9 avrinningsområdena uppströms in blir den ackumulerade arean 87 kvadratkilometer. Storbäcken som avvattnar avrinningsområdet har biflödesordning 3, vilket innebär att vattnet flödar genom totalt 3 vattendrag innan det når havet efter 394 kilometer. Avrinningsområdet består mestadels av skog (83 procent) och kalfjäll (16 procent). Avrinningsområdet har 0,19 kvadratkilometer vattenytor vilket ger det en sjöprocent på 1 procent.